# 昭娟
鄭昭娟（： Jung So-yeon；1994年5月4日—），韓國女歌手、女子組合LABOUM成員之一，擔任主唱。2014年8月28日以LABOUM成員身分於韓國正式出道，發行首張單曲專輯《Petit Macaron》。

## 經歷
2014年8月28日以LABOUM成員身分於韓國正式出道，發行首張單曲專輯《Petit Macaron》。
2015年首次參與KBS戲劇《我們家蜜罈子》OST。
2016年翻唱歌手 Eddy Kim 《你很漂亮》歌曲。
2017年接連參與MBC戲劇《醫療船》、KBS戲劇《Jugglers》OST。
2018年
- 和歌手朴宰正合作單曲《XOXO》，並上音樂節目表演。
- 和成員柔廷參與MBC戲劇《過來抱抱我》OST，兩人也與日本創作人KOBASOLO合作翻唱日本團體 DA PUMP 《USA》。
- 首次擔任音樂劇《MAGIC ADVENTURES》女主角[3]。
- 12月20日，公司發表聲明昭娟因發燒緊急到醫院就醫，確認罹患了A型流感，因此在身體康復前暫停第六張單曲專輯《I'M YOURS》的全部行程 [4]。

2022年
- 首次擔任節目《真實兵營Talk! 行軍旗》的MC。
- 參演《玩什麼好呢》的WSG Wannabe企劃單元，成為Gaya-G小組的成員，在7月23日的Show! 音樂中心獲得首個音樂節目一位，並在8月6日獲得第二個一位。
- 11月25日舉辦出道以來首次的個人見面會《처음》。
- 11月30日出席《第30屆 大韓民國文化演藝大賞》，獲得《K-POP 歌手獎》。
- 12月22日出席《第11屆 閃耀大韓民國的10人大賞》，獲得《大眾文化歌手獎》。

## 音樂作品

### 電視劇原聲帶
| 年份 | 资料                                                                                    | 曲目                                                                 |
| 2015 | 《我家的蜜罐子 OST Part.4》 - 语言：韩语 - 发行日期：2015年12月10日                     | 曲目 1. 冰冷的爱情(사랑이 춥다) 2. 冰冷的爱情(Inst.)                 |
| 2017 | 《医疗船 OST Part.4》 - 语言：韩语 - 发行日期：2017年9月20日                            | 曲目 1. I Feel Love 2. I Feel Love(Inst.)                            |
| 2017 | 《Jugglers OST Part.1》 - 语言：韩语 - 发行日期：2017年12月5日                          | 曲目 1. Cosmic Girl 2. Cosmic Girl (Inst.)                           |
| 2018 | 《過來抱抱我 OST Part.2》 - 语言：韩语 - 发行日期：2018年6月6日                         | 曲目 1. 不要消失(사라지지 마) 2. 不要消失(Inst.)                     |
| 2019 | 《福秀回來了 OST Part.6》 - 语言：韩语 - 发行日期：2019年1月1日 - 備註：與DinDin合唱    | 曲目 1. 是愛情嗎(사랑일까) 2. 是愛情嗎(Inst.)                        |
| 2019 | 《春天來了，春天 OST Part.4》 - 语言：韩语 - 发行日期：2019年2月27日                    | 曲目 1. 與春天相遇(봄을 만나) 2. 與春天相遇(Inst.)                   |
| 2020 | 《Good Casting OST Part.3》 - 语言：韩语 - 发行日期：2020年5月18日 - 備註：與李濬榮合唱 | 曲目 1. 相愛吧(사랑하자) 2. 相愛吧(사랑하자) (Inst.)                 |
| 2021 | 《五月的青春 Part.4》 - 语言：韩语 - 发行日期：2021年5月17日                            | 曲目 1. Think Of You (당신 생각) 2. Think Of You (당신 생각) (Inst.) |
| 2021 | 《我的室友是九尾狐 Part.7》 - 语言：韩语 - 发行日期：2021年7月8日 - 備註：與崔榮宰合唱  | 曲目 1. 그대와 (You & I) 2. 그대와 (You & I) (Inst.)                 |
| 2021 | 《國家代表妻子 Part.1》 - 语言：韩语 - 发行日期：2021年11月8日                          | 曲目 1. 다가와 늘 네 미소가 2. 다가와 늘 네 미소가 (Inst.)           |
| 2022 | 《說出你的願望 Part.2》 - 语言：韩语 - 发行日期：2022年8月17日                          | 曲目 1. STARLIGHT 2. STARLIGHT (Inst.)                               |

### 參與過錄製的單曲
| 單曲名稱                | 所屬專輯 / 企劃                                      | 其他參與歌手                   |
| 《Thank You》           | 《Thank You》                                        | DJ Hanmin、Flawless、DizzySunn |
| 《仲夏夜之夢》          | 《Vocal League - Girl Spirit Episode 08》            | Je-A                           |
| 《A Monment Like This》 | 《Vocal League - Girl Spirit Episode 10》            | The Ray                        |
| 《茶花小姐》            | 《Vocal League - Girl Spirit Episode 03》            |                                |
| 《Shining Star》        | 《綻放之心 OST》                                     | 김은아、郑惠媛、金寿荣         |
| 《XOXO》                | 《XOXO》                                             | 朴宰正(박재정)                 |
| 《接受命運》            | 音樂劇《MAGIC ADVENTURES》                           |                                |
| 《我能做的事》          | 音樂劇《MAGIC ADVENTURES》                           |                                |
| 《The prayer》          | Save Myanmar企劃歌曲                                 | 金柔廷                         |
| 《At That Moment》      | 綜藝節目 玩什麼好呢 特別組合WSG WANNABE (小組Gaya-G) | Lee Boram、HYNN、Jung Ziso     |
| 《閉上眼睛》            | 綜藝節目 玩什麼好呢 特別組合WSG WANNABE              | WSG WANNABE成員                |

### 單曲音樂現場
| 單曲名稱 | 頻道節目名稱       | 日期          |
| 《XOXO》 | KBS Music Bank     | 2018年1月5日  |
| 《XOXO》 | MBC Show! 音樂中心 | 2018年1月6日  |
| 《XOXO》 | SBS 人氣歌謠       | 2018年1月7日  |
| 《XOXO》 | Mnet M! Countdown  | 2018年1月11日 |

### 音樂劇
| 時間                         | 名稱                 | 地點         | 飾演人物     |
| 2018年1月12日－2018年2月18日 | 《MAGIC ADVENTURES》 | 小月藝術中心 | 奧莉維亞公主 |

### 音樂創作
社團法人韓國音樂著作權協會(KOMCA)登記之資料
| 登記名稱 | 登記編號 | 參與歌曲列表 |
| 정소연   | 10017252 | [ 5 ]        |

## 影視作品
所屬團體之共同出演，請參閱LABOUM § 影視作品

### 音樂錄影帶
| 年份   | 歌曲名稱   | 備註                           |
| 2016年 | Thank You  | DJ Hanmin、Flawless、DizzySunn |
| 2018年 | 接受命運   | 音樂劇《MAGIC ADVENTURES》     |
| 2018年 | 我能做的事 | 音樂劇《MAGIC ADVENTURES》     |
| 2018年 | XOXO       | 與歌手朴宰正(박재정)合作的單曲 |

### 綜藝節目
| 日期                  | 電視台      | 節目名稱                 | 備註                               |
| 2016年7月19日-9月27日 | JTBC        | 《Girl Spirit》          | 固定出演                           |
| 2018年5月28日-7月30日 | MBC SPORTS+ | 《7전8큐 시즌2》         | 固定出演                           |
| 2018年11月31日        | CJ E&M OGN  | 《Gamedolympic》         |                                    |
| 2019年3月17、3月24日  | MBC         | 《神秘音樂秀：蒙面歌王》 | 出場名稱：我會讓你直接被淘汰！春雨 |
| 2020年6月13日         | MBC         | 《Oh！我的搭檔》         |                                    |
| 2022年6月4日-8月6日   | MBC         | 《玩什麼好呢》           | 固定出演                           |

### 節目主持
| 日期               | 電視台 | 節目名稱                 |
| 2022年3月6日－至今 | 國防TV | 《真實兵營Talk! 行軍旗》 |

### 廣播節目
| 日期           | 電台         | 節目名稱                 | 備註                   |
| 2021年7月15日  | SBS Power FM | 《兩點出逃 Cultwo Show》 |                        |
| 2021年11月29日 | KBS Cool FM  | 《Station Z》            | 擔任特別DJ，與海仁一起 |
| 2022年4月15日  | MBC FM4U     | 《GOT7 榮宰的好朋友》    |                        |

## 演唱會
所屬團體之共同演出，請參閱LABOUM § 演唱會

### 演唱會 / 公演
| 日期          | 活動名稱               | 活動地點     | 備註                                         |
| 2022年7月21日 | WSG Wannabe 12 Concert | 獎忠體育館   | 綜藝節目 《玩什麼好呢》 特別組合成員身分出演 |
| 2022年8月13日 | Blue Summer Night      | 蘭芝漢江公園 | 綜藝節目 《玩什麼好呢》 特別組合成員身分出演 |

### 見面會
| 日期           | 活動名稱    | 活動地點      | 備註           |
| 2022年11月25日 | 처음 팬미팅 | 엘리에나 호텔 | 出道後首次個人 |

## 頒獎典禮獎項
所屬團體之共同獲獎，請參閱LABOUM § 獎項
| 日期           | 活動名稱                      | 獎項           |
| 2022年11月30日 | 第30屆 大韓民國文化演藝大賞   | K-POP 歌手獎   |
| 2022年12月22日 | 第11屆 閃耀大韓民國的10人大賞 | 大眾文化歌手獎 |

## 外部連結
- 昭娟的Instagram帳戶